# Konrad von Plötzkau
Konrad von Plötzkau (genannt Sachsenblume, † 1132/33 bei Monza, Italien) war Graf von Plötzkau und Markgraf der Nordmark (1130).

## Leben
Konrad war ein Sohn von Helperich von Plötzkau und Adele von Beichlingen. Sein Geburtsjahr ist unbekannt.
1130 belehnte ihn der spätere Kaiser Lothar III. mit der Nordmark, dem slawischen Gebiet östlich der Elbe. Der Titel war ein Anspruch ohne reale Herrschaft. 1132 folgte Konrad dem König auf dessen Italienkriegszug. Am 25. Dezember wurde er von einem Pfeil im Kampf mit den Normannen getroffen. Kurz danach starb er. Am 10. Januar 1133 soll er im Kloster Hecklingen beigesetzt worden sein.

## Ehe
Konrad war verlobt mit einer Tochter von König Bolesław Schiefmund von Polen. Ob es zu einer Eheschließung kam, ist unklar.